# Sami Abu Shehadeh
Sami Abu Shehadeh (àrab: سامي أبو شحادة, Sāmī Abū Xaḥāda; hebreu: סאמי אבו שחאדה‎; AFI: sámiaβúʃeháðe) (Lod, 19 de desembre de 1975) és un polític i historiador palestí, líder del partit polític Balad i membre de la Kenésset per a la Llista Conjunta entre 2019 i 2022.

## Orígens
Abu Shehadeh va néixer a Lod en una família musulmana i es va criar a Jafa, indret on resideix. Va assistir a Terra Santa High School, una escola catòlica situada a la Jafa antiga. Va estudiar un màster en Història de l'Orient Mitjà a la Universitat de Tel-Aviv, i va escriure un doctorat sobre Jafa com a centre cultural durant el mandat britànic.

## Carrera política
Abu Shehadeh va ser membre de l'Ajuntament de Tel Aviv-Jafa durant uns quants anys fins al 2013, en nom de la facció de Jafa. Va exercir com a director del Moviment Juvenil de Jafa.
A les eleccions per a la 22a legislatura de la Kenésset, va quedar tercer a la llista del Balad després de la retirada de Mazen Ghnaim, i després d'unir-se amb els altres partits àrabs, va quedar en el tretzè lloc de la Llista Conjunta. El 23 de gener de 2021 va ser elegit president del Balad a les seves primàries. A les eleccions legislatives israelianes de 2022, va ser col·locat primer a la llista del Balad, però va perdre el seu escó a causa del fracàs del partit per superar el llindar electoral del 3,25%.
Enmig de la campanya de bombardeig contra Gaza com a represàlia per la incursió liderada per Hamàs al sud d'Israel, dins de la guerra entre Israel i Gaza de 2023, va acusar el president dels Estats Units d'Amèrica, Joe Biden, i altres líders internacionals de donar «llum verda per a la neteja ètnica» a Israel. En un article a The New Arab va afegir que «Israel no està matant el lideratge de Hamàs; no s'estan venjant de Hamàs. Hi ha un càstig col·lectiu per a 2,2 milions de persones».